# Чмшкян, Мария Рубеновна
Мария Рубеновна Чмшкян (17 июля 1918, Тифлис, Грузинская Демократическая Республика - 28 февраля 2005, Ереван, Армения) — советская, армянская оперная певица, педагог. Заслуженная артистка Армянской ССР.

## Биография
Училась в Государственной консерватории имени Комитаса города Еревана (за отличную учебу получала Сталинскую стипендию), в Школе ритма и пластики и в Музыкальном училище Советской Армении (факультет вокала).
Работала в Государственном академическом театре оперы и балета имени А.Спендиарова Республики Армения в городе Ереване (должность – солистка оперы) и в Капелле при Армфилармонии города Еревана.

## Роли
- Кармен в опере Ж.Бизе “Кармен” (с Рубеном Купеляном)
- Далила в опере Ксенсанса “Самсон и Далила”
- Йокаста в опере “Царь Эди”
- Зибель в опере Ш.Гуно “Фауст”
- Ангел в опере А.Рубинштейна “Демон”
- Полина в опере П.Чайковского “Пиковая дама” (с Рубеном Купеляном)
- Азучена в опере Д.Верди “Трубадур”
- Алмаст в опере А.Тиграняна “Алмаст” с (Рубеном Купеляном)
- Парандзем в опере Т.Чухаджяна “Аршак II” (с Рубеном Купеляном)
- Любаша в опере Н.Римского-Корсакова “Царская невеста” (с Рубеном Купеляном)
- Малика в опере “Лакмэ”
- Маддалена в опере Д.Верди “Риголетто”
- Жрице Амнерис в опере Д.Верди  “Аида”
- Кончаковна в опере А.Бородина “Князь Игорь”
- Розалия в опере Л.Бернстайна “Вестсайдская история”
- Лаура в опере П.Чайковского “Иоланта” (с Рубеном Купеляном)
- Ульяна Громова в опере Ю.Мейтуса “Молодая Гвардия”
- Шушан в опере А.Бабаева “Арцваберд” (В театре оперы и балета города Донецк с Рубеном Купеляном)
- Рузан в опере Т.Чухаджяна “Леблебиджи”
- Маро в опере Т.Чухаджян “Кето и Коте”
- Мать Саро в опере А.Тиграняна “Ануш (с Рубеном Купеляном)
- Комиссар в опере А.Холминова “Оптимистическая трагедия” (с Рубеном Купеляном) в опере “Великая дружба”
- Анна в опере К.Арутюняна “Саят-Нова”
- Тамара в опере А.Тигранян “Давид Бек”
- Шушан в опере “Карине”
- Эмилия в опере “Отелло” в опере “Консул”
- Лола в опере “Сельская честь”
- Любовь в опере “Мазелппа”

## Звания и награды
- Заслуженная артистка Армянской ССР (от Президиума Верховного Совета Армянской ССР)
- “Знак почета” за выдающиеся заслуги в развитии советского искусство и в связи с декадой в городе Москве
- “За Доблестный Труд” (за отличную и высокополезную работу в области культурного шевства  над частями героической Красной Армии и военно-морского флота и войсками НКВД в период Великой отечественной войны 1941-1945 г.)
- Почетная Грамота (по делам искусста при СМ СССР)
- Почетные Грамоты (ЦК профсоюзов работников искусства и т.д.)
- Юбилейная Медаль “За Доблестный Труд”
- Медаль “Ветеран труда” (от Президиума Верховного совета Армянской ССР)

## Членство
- Член Союза театральных деятелей Армении
- Депутат городского совета города Еревана (1957 году)
- Депутат городского совета города Еревана (1959 году)